# Алакалуфские языки
Алакалуфские языки — семья индейских языков Южной Америки, носителями которых были алакалуфы (группа коренных народов крайнего юга Патагонии). Состоит из двух языков: какауа к настоящему времени исчез, а язык кавескар (или собственно алакалуфский) находится под угрозой исчезновения.